# 托尔莫德·克努森
托尔莫德·克努森（挪威語：Tormod Knutsen，1932年1月7日—2021年2月23日），挪威男子北欧两项运动员。他曾代表挪威参加1956年、1960年和1964年冬季奥林匹克运动会北欧两项比赛，获得一枚金牌和一枚银牌。